# Johann Hovemann
Johann Hovemann († 1447 in Lübeck) war ein Lübecker Ratsherr.

## Leben

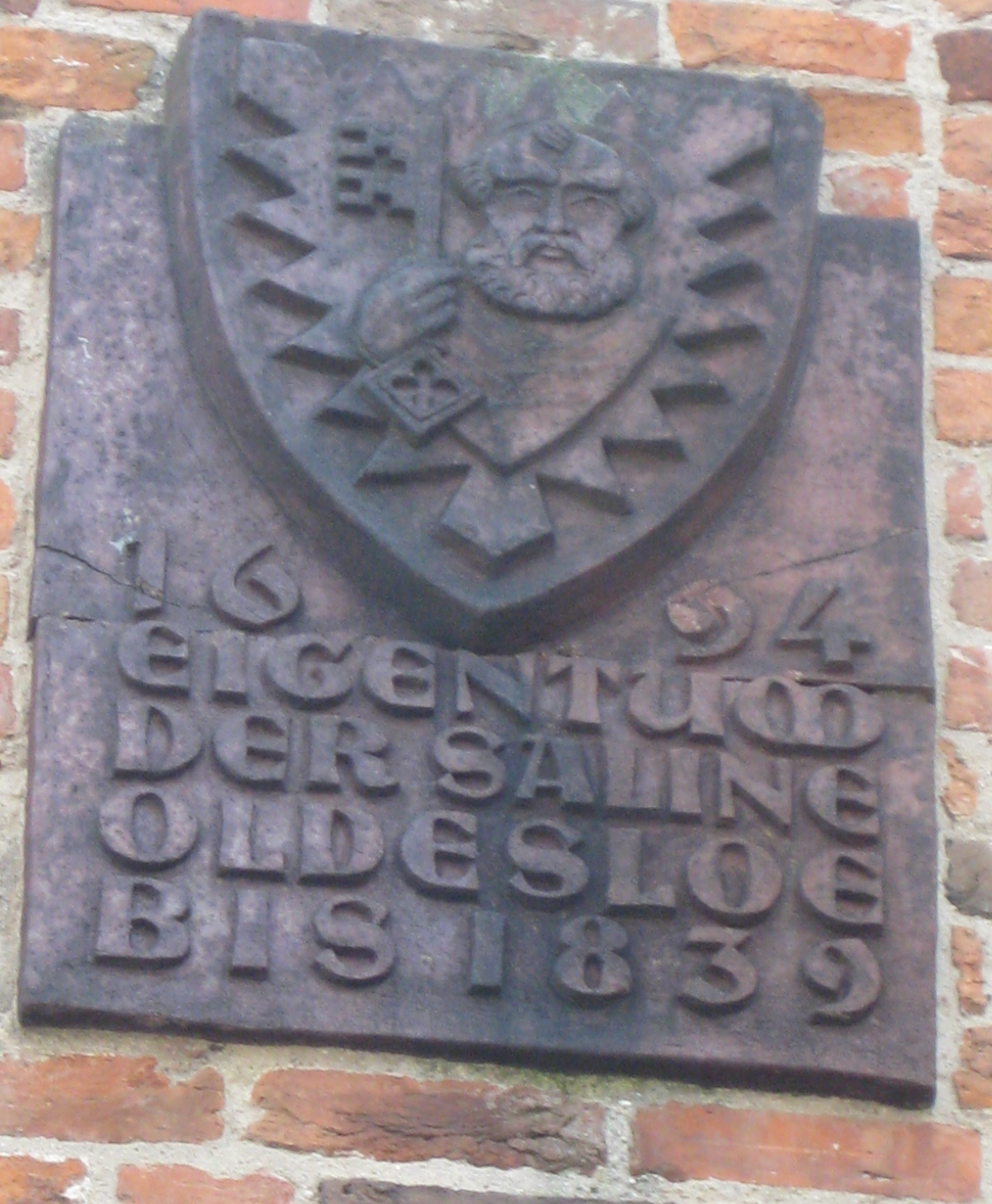
Gedenktafel an die Oldesloer Saline in Lübeck

Johann Hovemann wurde 1428 in den Rat der Hansestadt Lübeck gewählt. 1431 vertrat er Lübeck in Wismar bei Verhandlungen über die Ausrüstung der Kriegsschiffe der Hanse, deren Wendische Städte sich wegen des Sundzolls im Krieg mit Dänemark befanden. 1430 versuchte er gemeinsam mit anderen Lübecker Bürgern die Saline in Oldesloe wieder in Betrieb zu nehmen und war dann Sülzherr dieser Saline mit richterlichen Befugnissen. An den Salzspeichern in Lübeck erinnert noch eine Gedenktafel an diese Saline, die ihren letzten Speicher in Lübeck 1839 verkaufte. 1446 wurde er Lübecker Amtmann auf der Riepenburg, die von Hamburg und Lübeck im Wechsel gemeinsam verwaltet wurde. In Testamenten Lübecker Bürger wird er mehrfach als Urkundszeuge und als Vormund aufgeführt. Hovemann bewohnte das Haus Königstraße 97 in Lübeck.